# Angry Video Game Nerd: The Movie
Angry Video Game Nerd: The Movie è un film del 2014 diretto da James Rolfe. Pellicola indipendente statunitense, è basata sulla serie di videorecensioni The Angry Video Game Nerd, ideata dal regista stesso.

## Trama
La storia è incentrata intorno alla sepoltura di oltre un milione di copie del "videogioco peggiore di tutti i tempi", ossia E.T. per Atari 2600. I fan del Nerd chiedono ossessivamente a questi di recensirlo, e - sebbene egli in un primo momento rifiuti - si lascia convincere. Inizierà così la sua ricerca nel tentativo di recuperare una copia del gioco, sepolto insieme a molti altri nel Nuovo Messico. Tuttavia ad ostacolarlo ci saranno le autorità federali e l'esercito, i quali credono che egli stia facendo ricerche nell'area 51 sullo schianto di un misterioso oggetto volante non identificato.

## Produzione
Nel 2010 è stata ufficializzata da Rolfe la produzione del suo primo film, The Angry Video Game Nerd: The Movie, che viene girato in California con l'aiuto del suo amico Kevin Finn. Nello stesso anno Rolfe annunciò il completamento del copione del film.

## Distribuzione
Il 10 novembre del 2012, dopo due anni dall'annuncio ufficiale del film, James ha distribuito un trailer ufficiale sul suo canale YouTube.
Il film è stato presentato in anteprima il 21 luglio 2014 ad Hollywood ed è stato distribuito il 2 settembre 2014 in download a pagamento su Vimeo. Il budget del film, che ammonta a più di 325.000 dollari statunitensi, è stato interamente finanziato tramite crowdfunding.